# Grisbrottaren
Grisbrottaren är en svensk dokumentärfilm från 2005 i regi av Kjell-Åke Olsson. Filmen skildrar tecknaren och satirikern Lars Hillersberg.